# Sacha Sosno
Alexandre Joseph Sosnowsky (1937 - 3 de diciembre de 2013), más conocido por el nombre de Sacha Sosno, fue un pintor y escultor francés de renombre internacional. Trabajó la mayor parte del tiempo en Niza; en las últimas décadas logró el reconocimiento internacional por sus monumentales esculturas al aire libre en Costa Azul, Francia. Fue parte del movimiento Nuevo realismo (Nouveau réalisme) con los grandes: Yves Klein, Arman y César. Sosno tiene un enfoque artístico singular: el concepto de la destrucción. Sus esculturas están enmascaradas por el espacio vacío o lleno, invitando al espectador a usar su propia imaginación.

## Biografía
Sosno nació en Marsella. Su padre era de Estonia y su madre de Francia. Pasó su infancia en Riga (Letonia). Durante la Segunda Guerra Mundial su familia logró escapar a Suiza y luego a Francia. Sacha comenzó a pintar en 1948 cuando fue inspirado por su vecino Henri Matisse, pero se detuvo en 1956. En 1958 estudió en París (Ciencias Políticas y lenguas orientales), seguido de cursos en la Facultad de Derecho y en el Instituto de Cine de la Sorbona. En 1961 regresó a Niza y fundó la revista Sud Communications (Comunicación del Sur) donde publicó su primera teoría de la "Escuela de Niza".

## Exposiciones recientes
- Galerie Le Violon Bleu, (Túnez, Sidi Bou Saïd, Túnez), 2007
- Hôpital Princesse Grace (Mónaco), 2008
- Exposition Mail-art 2008 "A demain" París, Francia, 2008
- Quartier Carros (Niza), 2009
- Eco Art Parade - Juillet – Mónaco, 2009
- Exposition extérieures (Roquebrune Cap-Martin), 2011
- Franchement Art (Ciudadela de Villefranche-sur-Mer), 2011